# 怪談スペシャル
『怪談スペシャル』（かいだんスペシャル）は、2002年8月から12月までクールで放送された怪談百物語の特別番組としてフジテレビ系列で2005年8月2日にカスペ!の枠内で放送された時代劇。制作元はフジテレビ。

## 概要
4作品によるオムニバス。4作品「女の情念」をテーマに統一。怪談百物語のときと同様に竹中直人演じる陰陽師の末裔役が登場するものの語り手は彼一人ではなく、一緒に肝試しとして百物語に参加する村人の話す怪談を話すその話の回想として物語が展開する。

## キャスト
- 蘆屋道三 - 竹中直人
- 小夜 - 大村彩子
- お吉 - 鷲尾真知子
- お吉の旦那 - 春海四方
- 甚太 - 緋田康人
- 幸兵衛 - 芝本正
- おりん - 床嶋佳子

## スタッフ
ほぼ全員が怪談百物語のときのスタッフである。
- 企画：保原賢一郎
- 制作：林徹、西岡善信、酒井実
- 音楽：岩代太郎

## 放送内容
| 題名     | 出演者                                           | 脚本     | 演出     |
| -------- | ------------------------------------------------ | -------- | -------- |
| 鬼婆     | 浅野ゆう子、山本太郎、野波麻帆、菅井きん         | 冨岡淳広 | 河毛俊作 |
| 座敷童子 | 須藤理彩、櫻井淳子、田中碧海、菊池均也、菅井きん | 渡邉睦月 | 樋口徹   |
| 契り     | 石原さとみ、山口馬木也、佐藤仁美、小松みゆき     | 中瀬理香 | 山下智彦 |
| 化猫     | 内山理名、寺脇康文、斉藤暁                       | 十川誠志 | 林徹     |